# Zakat
Zakat (zakât) er en af islams fem søjler og er en slags skat der betales af de troende muslimer. Det er en form for almisse, en hjælp til de trængende. 
Zakat en religiøs pligt for alle muslimer, der opfylder de nødvendige kriterier for rigdom. Ifølge muslimsk lære skal det indsamlede beløb betales til de fattige og trængende, zakat-samlerne, nylige konvertitter til islam, dem der skal befries fra slaveri, dem der er i gæld for Allahs sag, og de strandede rejsende. 
Der findes to former for zakat:
- zakat ul mal – som indebærer at man skal betale 2,5 % af sin samlede formue.
- zakat ul fitr – som indebærer at familiens overhoved i forbindelse med ramadanen skal betale en sum penge, der svarer til cirka 50 kroner per husstandsmedlem.

Zakat ul mal skal betales hvert år, under forudsætning af at en persons indkomst har overskredet en vis minimumsgrænse der kaldes nisab. Nisab svarer til omkring 10.000 kroner. En muslim kan desuden vælge at betale mere end de obligatoriske 2,5 %, som et frivilligt bidrag der kaldes for sadaqah.
Det arabiske ord zakat betyder renselse og vækst. I dens spirituelle mening er zakat bl.a. en renselse af sjælen, en velsignelse og dermed vækst.
al-Fitr betyder bryde, der referer til at bryde fasten efter ramadan måneden. I den første dag efter ramadan måneden afholdes Eid ul fitr [bryde-fest], som er en af de to årlige muslimske festligheder. Zakat ul fitr skal være betalt før festens bøn på denne dag (salat ul Eid), således at de fattige har pengene i hånden til dagen.
| Religion | Spire Denne religionsartikel er en spire som bør udbygges. Du er velkommen til at hjælpe Wikipedia ved at udvide den. |

| Økonomi | Spire Denne artikel om økonomi er en spire som bør udbygges. Du er velkommen til at hjælpe Wikipedia ved at udvide den. |